# David al II-lea al Scoției
David al II-lea (scoțiană: Dàibhidh Bruis; anglo-normandă: Dauid de Brus; n. 5 martie 1324 – d. 22 februarie 1371, Castelul Edinburgh) a fost rege al Scoției din 7 iunie 1329 până la moartea sa.

## Biografie
David al II-lea a fost fiul cel mare supraviețuitor al regelui Robert I al Scoției și a celei de-a doua soții, Elizabeth de Burgh. Mama lui a murit când el avea 3 ani. Potrivit termenilorTratatului Edinburgh–Northampton, David a fost căsătorit la Berwick-upon-Tweed, la 17 iulie 1328 cu Joan a Angliei, fiica regelui Eduard al II-lea al Angliei și a Isabella a Franței. Nu au avut copii.

### Domnie
David a devenit rege al Scoției după decesul tatălui său, la 7 iunie 1329, la vârsta de 5 ani, 3 luni și 3 zile. David și soția sa au fost încoronați la Scone, la 24 noiembrie 1331.
În timpul minoratului său, Sir Thomas Randolph, Conte de Moray a fost numit Gardian al Scoției de Act of Settlement în 1318. După decesul lui Moray la 20 iulie 1332, el a fost înlocuit de Donald, Conte de Mar, ales de adunarea magnaților Scoției la 2 august 1332, la Perth. Zece zile mai târziu, el a fost ucis în Bătălia de la Dupplin Moor. Sir Andrew Murray de Bothwell, care era căsătorit cu Christina, sora regelui Robert I, a fost ales noul Gardian. El a fost luat prizonier de englezi la  Roxburgh în aprilie 1333 și a fost înlocuit în funcție de Archibald Douglas care a fost ucis în iulie același an, la Halidon Hill.
Între timp, la 24 septembrie 1332 în urma înfrângerii scoțienilor la Dupplin, Edward Balliol, un protejat al regelui Eduard al III-lea al Angliei și un pretendent la tronul Scoției, a fost încoronat de englezi și de susținătorii lui scoțieni. Totuși, până în decembrie Balliol a fost forțat să fugă în Anglia; el a revenit anul următor împreună cu o forță de invazie condusă de regele englez.

### Exilul în Franța
În urma victoriei acelei forțe în Bătălia de la Halidon Hill în iulie 1333, David și soția sa au plecat pentru siguranță în Franța la 14 mai 1334. Ei au fost bine primiți de regele Filip al VI-lea al Franței. Nu se cunosc multe despre viața regelui Scoției în Franța cu excepția faptului că el a primit ca reședință Castelul Gaillard și că el a fost prezent la reuniunea fără vărsare de sânge a armatelor engleze și franceze în octombrie 1339 la Vironfosse.
Între timp, reprezentanții lui David au reușit să-l pună din nou pe tron pe David iar regele s-a putut întoarce în regatul său la 2 iunie 1341, când a preluat și puterea în mâinile sale.